# Sinocymbachus excisipes
Sinocymbachus excisipes es una especie de coleóptero de la familia Endomychidae.

## Distribución geográfica
Habita en Sichuan (China).